# 古市胤仙
古市 胤仙（ふるいち いんせん）は、室町時代中期の武将。大和国の国人で興福寺衆徒。古市氏嫡流古市胤憲の子。宜胤の兄。胤栄、澄胤の父。

## 略歴
同じ興福寺衆徒の筒井氏とは対立しており、嘉吉3年（1443年）の摂津国河上五ヶ関務代官職を巡って大乗院門跡経覚と成身院光宣、筒井順永兄弟が対立した時、胤仙は経覚に与して光宣を破り、同年に管領畠山持国の指示で豊田頼英、小泉重弘らと共に大和の支配を任された。文安元年（1444年）2月には3名が経覚から改めて3名に官符衆徒棟梁・奈良中雑務検断職に任ぜられている（『経覚私要鈔』文安元年2月27日条）。
しかし、その後光宣が勢いを盛り返し、経覚派を打ち破った。胤仙も光宣の弟の筒井実憲を討ち取ったが、文安2年（1445年）に光宣に敗北、経覚派の拠点・鬼薗山城を奪われた。以降、胤仙は居城の古市城に拠って光宣との戦いを続け、文安4年（1447年）には経覚を強引に古市に迎え入れ、その権威を利用して筒井氏や一族内の反対派を抑え込もうとした。享徳2年（1453年）3月には光宣の弟・筒井尊覚（実憲の兄）を討ち取ったが、5月には自身も熱病に倒れて6月に死去。これをきっかけに筒井氏と経覚派は歩み寄り、翌享徳3年（1454年）に和睦した。
文化人でもあり、文安4年（1447年）には経覚を招待して連歌会を催した。この気質は2人の息子にも受け継がれていく。